# Рингстранд, Арвид
Карл Арвид Рингстранд (швед. Karl Arvid Ringstrand; 3 февраля 1888, Вестервик, Кальмар — 1 декабря 1957, Гётеборг) — шведский легкоатлет, выступавший в беге на средние дистанции и прыжках в длину. Участник летних Олимпийских игр 1908 года.

## Биография
Арвид Рингстранд родился 3 февраля 1888 года в шведском городе Вестервик.
Выступал в легкоатлетических соревнованиях за «Норрчёпинг». 13 октября 1907 года установил рекорд Швеции в прыжках в длину — 6,69 метра, который держался до 1909 года.
В 1908 году вошёл в состав сборной Швеции на летних Олимпийских играх в Лондоне. В беге на 400 метров в четвертьфинале занял 3-е место и выбыл из борьбы. Также был заявлен в прыжках в длину, но не вышел на старт.
Умер 1 декабря 1957 года в шведском городе Гётеборг.

## Личные рекорды
- Бег на 400 метров — 52,3 (1908)[1]
- Прыжки в длину — 6,69 (13 октября 1907)[1]